# سرشماری ۱۹۶۰ ایالات متحده آمریکا
سرشماری ۱۹۶۰ ایالات متحده آمریکا هجدمین دوره، از دوره‌های ۱۰ ساله سرشماری در ایالات متحده آمریکا بود. این سرشماری در ۱ آوریل ۱۹۶۰ برگزار شد.

## رتبه‌بندی بر پایه ایالت
| رتبه | ایالت           | جمعیت      |
| ---- | --------------- | ---------- |
| ۱    | نیویورک         | ۱۶٬۸۲۷٬۰۰۰ |
| ۲    | کالیفرنیا       | ۱۵٬۸۵۰٬۰۰۰ |
| ۳    | پنسیلوانیا      | ۱۱٬۳۴۳٬۰۰۰ |
| ۴    | ایلینوی         | ۱۰٬۱۱۳٬۰۰۰ |
| ۵    | اوهایو          | ۹٬۷۳۹٬۰۰۰  |
| ۶    | تگزاس           | ۹٬۶۱۷٬۰۰۰  |
| ۷    | میشیگان         | ۷٬۸۴۸٬۰۰۰  |
| ۸    | نیوجرسی         | ۶٬۰۹۹٬۰۰۰  |
| ۹    | ماساچوست        | ۵٬۱۶۷٬۰۰۰  |
| ۱۰   | فلوریدا         | ۴٬۹۵۱٬۵۶۰  |
| ۱۱   | ایندیانا        | ۴٬۶۷۷٬۰۰۰  |
| ۱۲   | کارولینای شمالی | ۴٬۵۶۳٬۰۰۰  |
| ۱۳   | میزوری          | ۴٬۳۳۱٬۰۰۰  |
| ۱۴   | ویرجینیا        | ۳٬۹۷۸٬۰۰۰  |
| ۱۵   | ویسکانسین       | ۳٬۹۶۴٬۰۰۰  |
| ۱۶   | جورجیا          | ۳٬۹۴۹٬۰۰۰  |
| ۱۷   | تنسی            | ۳٬۵۷۳٬۰۰۰  |
| ۱۸   | مینه‌سوتا        | ۳٬۴۲۶٬۰۰۰  |
| ۱۹   | آلاباما         | ۳٬۲۷۳٬۰۰۰  |
| ۲۰   | لوئیزیانا       | ۳٬۲۷۰٬۰۰۰  |
| ۲۱   | مریلند          | ۳٬۱۱۶٬۰۰۰  |
| ۲۲   | کنتاکی          | ۳٬۰۴۷٬۰۰۰  |
| ۲۳   | واشینگتن        | ۲٬۸۶۰٬۰۰۰  |
| ۲۴   | آیووا           | ۲٬۷۶۱٬۰۰۰  |
| ۲۵   | کنتیکت          | ۲٬۵۴۸٬۰۰۰  |
| ۲۶   | کارولینای جنوبی | ۲٬۳۹۲٬۰۰۰  |
| ۲۷   | اکلاهما         | ۲٬۳۳۳٬۰۰۰  |
| ۲۸   | میسیسیپی        | ۲٬۱۸۰٬۰۰۰  |
| ۲۹   | کانزاس          | ۲٬۱۷۸٬۰۰۰  |
| ۳۰   | ویرجینیای غربی  | ۱٬۸۵۷٬۰۰۰  |
| ۳۱   | آرکانزاس        | ۱٬۷۸۸٬۰۰۰  |
| ۳۲   | اورگن           | ۱٬۷۷۳٬۰۰۰  |
| ۳۳   | کلرادو          | ۱٬۷۵۸٬۰۰۰  |
| ۳۴   | نبراسکا         | ۱٬۴۱۴٬۰۰۰  |
| ۳۵   | آریزونا         | ۱٬۳۱۸٬۰۰۰  |
| ۳۶   | مین             | ۹۷۴٬۰۰۰    |
| ۳۷   | نیومکزیکو       | ۹۵۸٬۰۰۰    |
| ۳۸   | یوتا            | ۸۹۶٬۰۰۰    |
| ۳۹   | رود آیلند       | ۸۵۷٬۰۰۰    |
| x    | بخش کلمبیا      | ۷۶۲٬۰۰۰    |
| ۴۰   | داکوتای جنوبی   | ۶۸۲٬۰۰۰    |
| ۴۱   | مونتانا         | ۶۷۸٬۰۰۰    |
| ۴۲   | آیداهو          | ۶۷۱٬۰۰۰    |
| ۴۳   | هاوائی          | ۶۴۲٬۰۰۰    |
| ۴۴   | داکوتای شمالی   | ۶۳۴٬۰۰۰    |
| ۴۵   | نیوهمپشایر      | ۶۰۹٬۰۰۰    |
| ۴۶   | دلاویر          | ۴۴۹٬۰۰۰    |
| ۴۷   | ورمانت          | ۳۹۱٬۰۰۰    |
| ۴۸   | وایومینگ        | ۳۳۲٬۰۰۰    |
| ۴۹   | نوادا           | ۲۸۸٬۰۰۰    |
| ۵۰   | آلاسکا          | ۲۲۸٬۰۰۰    |